# Olszanica (rejon tyśmienicki)
Olszanica (ukr. Вільшаниця) – wieś na Ukrainie w rejonie iwanofrankiwskim obwodu iwanofrankowskiego. 

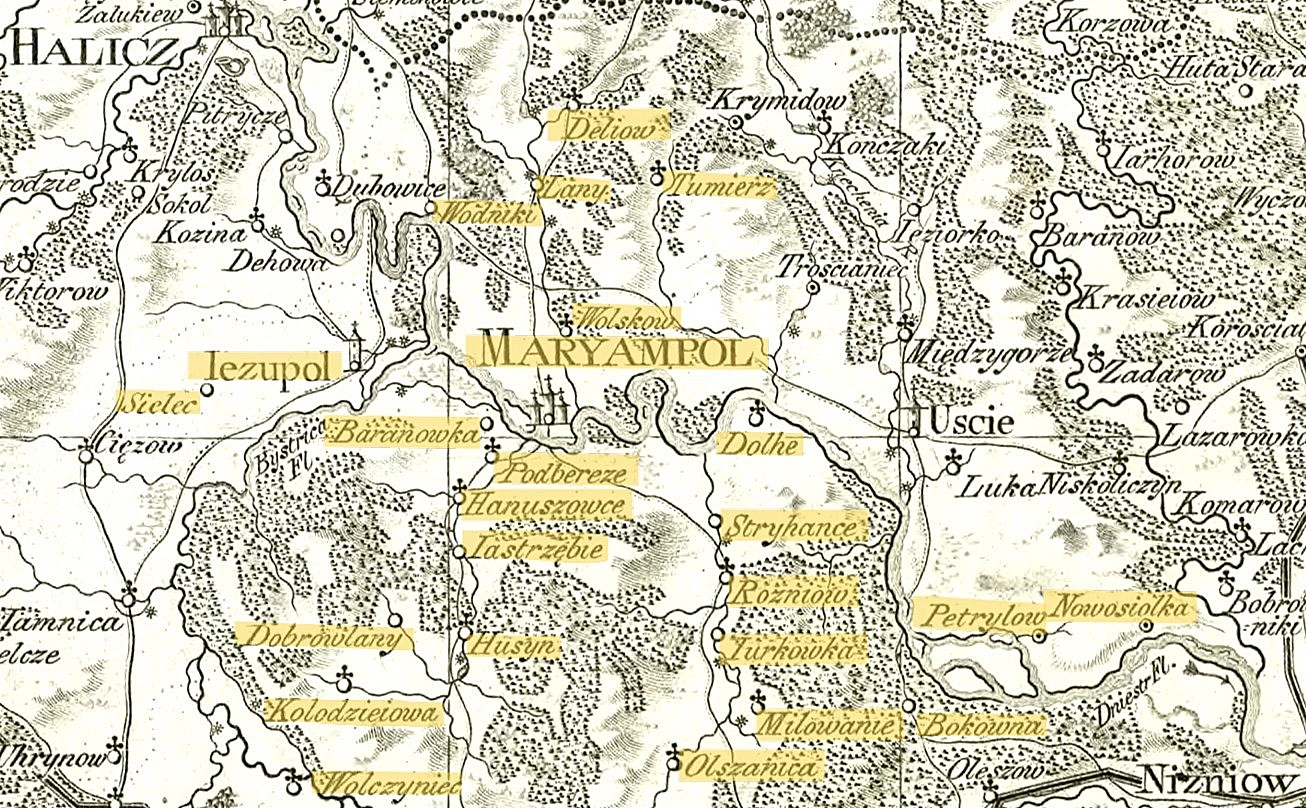
Olszanica 1824

W okresie I Rzeczypospolitej to była samodzielna wieś położona w ziemi halickiej województwa ruskiego.

W okresie Królestwa Galicji i Lodomerii wieś należała do klucza marjampolskiego księżnej Anny Jabłonowskiej.

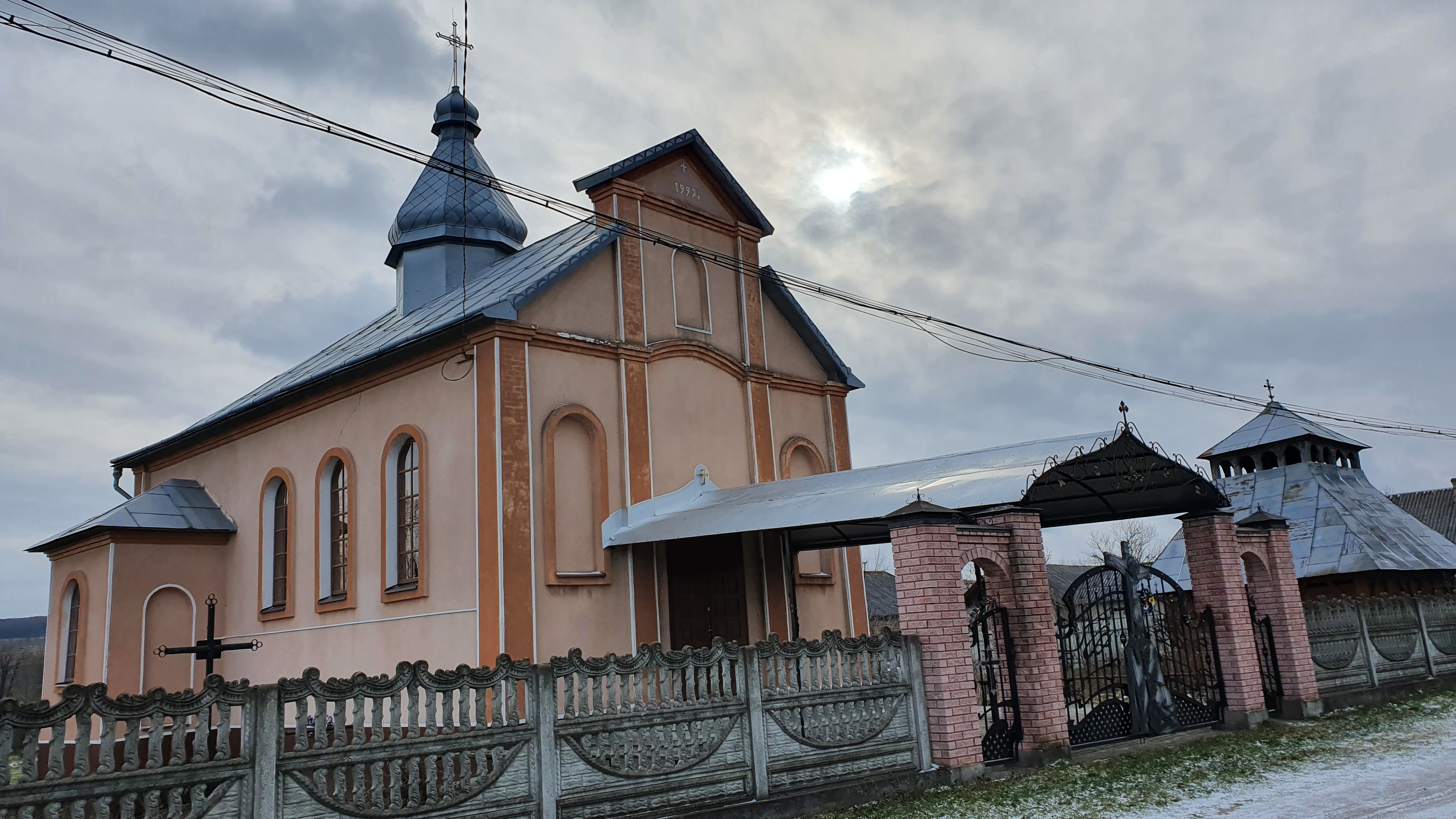
Cerkiew św. Teodozjusza z Peczerska

Po II wojnie światowej obszar gminy został odłączony od Polski i włączony do Ukraińskiej SRR.
Liczy 1527 mieszkańców. W 2001 roku liczyła 1752 mieszkańców.
Do 2020  w rejonie tyśmienickim obwodu iwanofrankowskiego.